# Béguey
Béguey är en kommun i departementet Gironde i regionen Nouvelle-Aquitaine i sydvästra Frankrike. Kommunen ligger i kantonen Cadillac som tillhör arrondissementet Langon. År 2022 hade Béguey 1 257 invånare.

## Befolkningsutveckling
Antalet invånare i kommunen Béguey
Referens:INSEE